# Santa Maria Addolorata all'Esquilino
Santa Maria Addolorata all’Esquilino ou Igreja de Nossa Senhora das Dores no Esquilino é uma igreja de Roma, Itália, localizada no rione Esquilino, na via di San Quintino. É dedicada Nossa Senhora das Dores e é uma igreja subsidiária da paróquia de Santa Croce in Gerusalemme.

## História
Esta igreja, ricamente decorada, foi construída em 1928 e reformada em 2001; Sem uma identidade visual própria, está completamente incorporada no bloco conventual maior, das Filhas de Nossa Senhora no Monte Calvário. Acima do portal de ingresso ainda se pode ler a frase "Virgini perdolenti" acima do brasão da ordem, que destaca as três cruzes do Calvário.
O convento foi fundado originalmente como um mosteiro premonstratense, fechado pelos franceses durante a ocupação napoleônica de Roma. Elas tinham uma igreja, San Norberto, mas o complexo foi confiscado pelo governo italiano depois da unificação da Itália (1873) e as freiras foram expulsas.
O interior da igreja está dividido em duas partes por uma grade: uma reservada para as religiosas e outra, para os fieis. À esquerda da entrada está o túmulo da sóror Maria Teresinha Zonfrilli, falecida no convênio em 20 de janeiro de 1934 e cuja causa pela beatificação está em andamento.